# Ropidera
El vilatge de Ropidera, o de les Cases de Ropidera, és un antic poble del terme comunal de Rodès, a la comarca del Conflent, de la Catalunya del Nord.
Està situat a la zona nord del seu terme comunal, a l'esquerra de la Tet. Actualment en queden dempeus alguns masos i les ruïnes de l'antiga església, que havia estat parroquial, de Sant Feliu de Ropidera, o de les Cases. El vilatge s'estén formant un quart de cercle des de l'est fins al sud de l'església, en un coster.
El lloc de Rupidaria està documentat des del 955, en unes afrontacions d'un alou del territori d'Illa, Monte Nero. Al llarg de la història, malgrat tenir senyoriu propi, apareix molt lligat al de Rodès, tots dos sempre en mans del mateix senyor, de manera que es correspon quasi perfectament amb tot el que es coneix del Castell de Rodès.
Formaven el vilatge un parell de carrers en quart de cercle als peus de l'església, amb tal vegada tres més de transversals, d'una amplada aproximada de 2 metres i mig, i contenia quasi una vintena de cases, de les quals se'n conserven les restes d'unes vuit. Eren cases petites, pràcticament quadrades, de 5 metres en cada dimensió, i contenien dues cambres. El gruix de les parets oscil·la entre 70 i 80 cm. Malgrat la gran destrucció soferta pel vilatge, no sembla que les cases superessin en alçada la planta baixa. En algunes es conserven armaris de paret o espais per a emmagatzemar coses.
Envoltava el poblat un mur que el tancava des de l'església, que arribà a estar fortificada.